# A sovány Mehmed
A sovány Mehmed (törökül: İnce Memed) Yaşar Kemal török író négykötetes İnce Memed-sorozatának első regénye, mely 1955-ben jelent meg. Magyarországon a Magvető Könyvkiadó adta ki 1963-ban Koryürek Péter fordításában. A regényt mintegy 40 nyelven adták ki, világsiker lett, 1973-ban Kemalt Nobel-díjra is jelölték érte. 1984-ben Peter Ustinov forgatott belőle filmet Memed, My Hawk címmel.
A regény az író életéből is építkezik, főszereplőjét, a „népi hős” Mehmedet gyakran hasonlítják Robin Hoodhoz és más híres, igazságosztó banditákhoz.

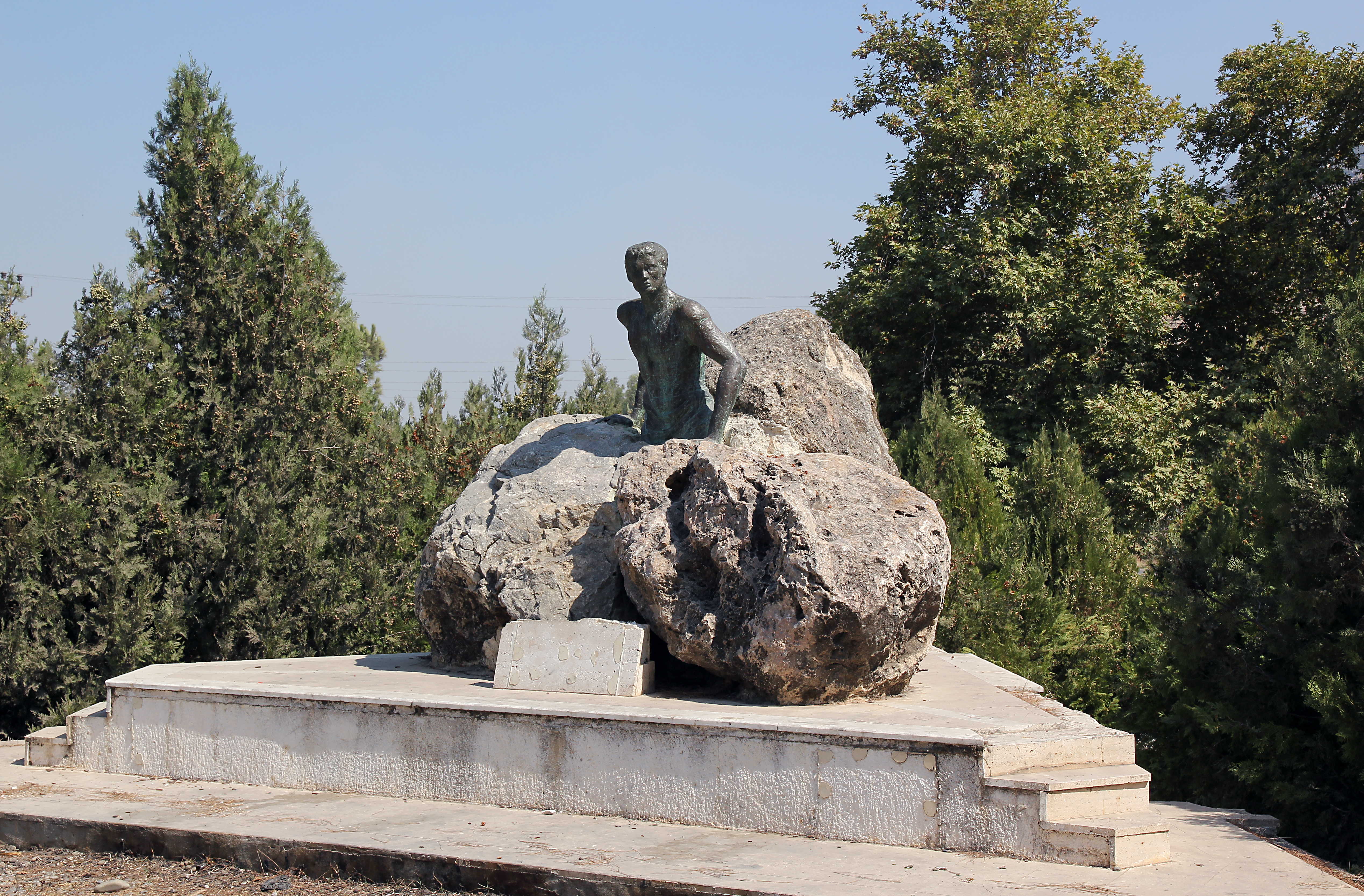
Sovány Mehmed szobra Gökçedamban, Osmaniye tartományban

## Magyarul
- A sovány Mehmed; ford. Koryürek Péter, bev. Hazai György; Magvető, Bp., 1963 (Világkönyvtár)